# 蒙瑟龙
蒙瑟龙（法語：Montseron，法語發音：[mɔ̃səʁɔ̃]）是法国阿列日省的一个市镇，属于富瓦区。

## 地理
蒙瑟龙（43°1'7"N, 1°19'28"E）面积8.88 平方千米，位于法国奧克西塔尼大區阿列日省，该省份为法国西南部内陆省份，西部和北部与上加龙省接壤，东临奥德省，东南至东比利牛斯省接壤，南与安道尔和西班牙接壤。
与蒙瑟龙接壤的市镇（或旧市镇、城区）包括：卡斯泰尔诺迪尔邦、克莱蒙、阿里兹河畔迪尔邦、勒马斯达济勒、里蒙。

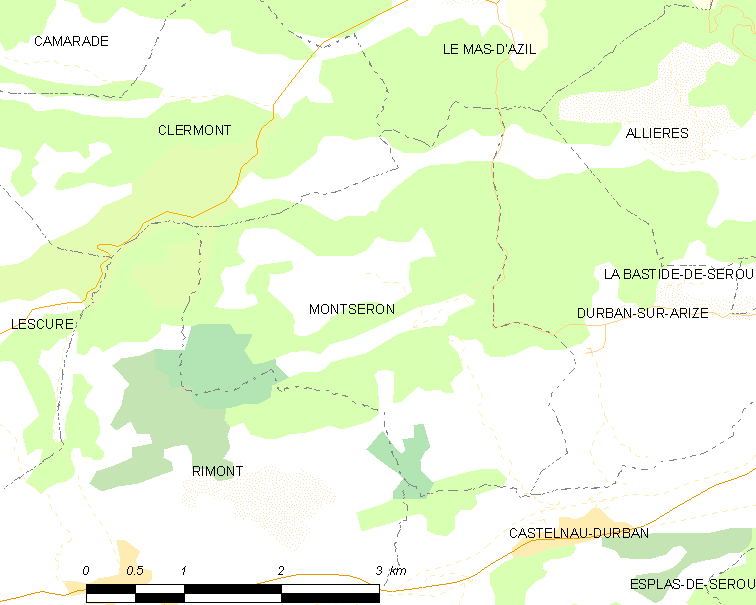
蒙瑟龙的OSM定位图

蒙瑟龙的时区为UTC+01:00、UTC+02:00（夏令时）。

## 行政
蒙瑟龙的邮政编码为09240，INSEE市镇编码为09212。

## 政治
蒙瑟龙所属的省级选区为库斯朗东县。

## 人口

1962-2008年间蒙瑟龙人口变化图示

蒙瑟龙于2022年1月1日时的人口数量为103人。